# Behschahr
Behschahr (auch Behshahr, persisch بهشهر, ehemals Ashraf ol Belād) ist eine Stadt in der Provinz Māzandarān im Norden des Iran, unweit der Provinzhauptstadt Sārī.

## Geschichte
Einst war Behschahr der Landsitz Abbas I. Zahlreiche königliche Paläste und Gärten stammen aus dieser Zeit, von denen nur noch einige rudimentär erhalten sind. Hierzu zählen der Wohnsitz Abbas I., Abbās Ābād, der sich inmitten eines nach ihm benannten Sees befindet, der auf einem Hügel gelegene Safi Ābād- Palast und das Haram-Khāneh. Weiterhin stammt eine Reihe von Gärten aus dieser Zeit; so zum Beispiel der Bāgh-e Sāheb-oz Zamān, der Bāgh-e Schomāl, der Bāgh-e Tappeh und der Bāgh-e Schāh. In Behschahr kam es auch zu Begegnungen zwischen Abbas I. und dem italienischen Forschungsreisenden Pietro della Valle.

## Gegenwart
Heute wohnen viele berühmte Persönlichkeiten aus Unterhaltung und Politik in der Stadt. Außerdem ist sie Sitz einer Technischen Universität.

## Verkehr und Wirtschaft
Behschahr liegt an der Transiranischen Eisenbahn.
In Behschahr befindet sich die Textilfabrik Tschit Sāzi, eine Lebensmittelfabrik u. a. zur Herstellung von Pflanzenöl und Tochmeh, außerdem wird hier das Spülmittel Rika hergestellt.